# Махънлет
Махъ̀нлет (на уелски: Machynlleth, произнася се по-близко до Махъ̀нхлет, кратък вариант на местния диалект Мах) е град в Северозападен Уелс, графство Поуис. Разположен е около река Доуви на около 60 km на запад от английския град Шрусбъри и на около 5 km на изток от брега на залива Кардиган Бей. Има жп гара. Населението му е 2147 жители според данни от преброяването през 2001 г.

## Култура
От 2006 г. в Махънлет се издава новинарския ежедневен вестник на уелски език „Ъ Бид“.